# Agalliana goianensis
Agalliana goianensis är en insektsart som beskrevs av Schmoeller och Keti Maria Rocha Zanol 2003. Agalliana goianensis ingår i släktet Agalliana och familjen dvärgstritar. Inga underarter finns listade i Catalogue of Life.